# Bói cá bạc nam Philippines
Bói cá bạc nam Philippines (danh pháp hai phần: Ceyx argentatus) là loài chim thuộc chi Ceyx (trước đây xếp trong chi Alcedo), Họ Bồng chanh. Nó là loài đặc hữu miền nam Philippines.
Môi trường sống tự nhiên của nó là rừng cận nhiệt đới hoặc nhiệt đới ẩm vùng đồng bằng và sông ngòi. Nó đang bị đe dọa do mất nơi sống. Ở Philippines, nó được gọi là chim kasay-kasay.

## Vấn đề phân loại
Cho tới năm 2011, loài này xếp trong chi Alcedo với danh pháp Alcedo argentata - tên gọi tiếng Anh là Silvery kingfisher (bói cá bạc), bao gồm 2 phân loài Alcedo argentata argentata có ở các đảo Mindanao, Basilan, Dinagat và Siargao (miền nam Philippines) và Alcedo argentata flumenicola có ở các đảo Samar, Leyte và Bohol (miền trung Philippines). Năm 2011, Collar N. J. cho rằng 2 phân loài này là 2 loài riêng biệt, với  Alcedo argentata argentata là bói cá bạc nam Philippines còn Alcedo argentata flumenicola là bói cá bạc bắc Philippines. Năm 2013 Andersen et al. chuyển nó trở lại chi Ceyx đồng thời tách ra thành 2 loài riêng biệt là Ceyx argentatus và Ceyx flumenicola. Hiện nay IOC World Bird List gọi Ceyx argentatus là Southern Silvery Kingfisher và Ceyx flumenicola là Northern Silvery Kingfisher.